# バンクーバー山 (ニュージーランド)
バンクーバー山（英: Mount Vancouver）は、ニュージーランド南島にある南アルプス山脈を構成する山の1つである。山頂の標高は3,309メートルで、ニュージランド国内で4番目に高い山である。アオラキ / クック山（3,724メートル）から北へ続く尾根上、ダンピア山（3,440メートル）とクラーク・サドル（Clarke Saddle、2,978メートル）の間にある。
バンクーバー山は、1773年にジェームズ・クックの2度目の航海に参加し、1791年にバンクーバー遠征隊の司令官として帰還したジョージ・バンクーバーに因んで名付けられた。ニュージーランド地理委員会は、1953年11月に「バンクーバー山」の名称を採用した。